# 蓋被的人章
孟荡西尔（阿拉伯语：‎），意译为盖被的人。是古兰经第74个苏拉。共有56句阿亚。根据布哈里圣训、 穆斯林圣训、提尔密济圣训、罕百里圣训等的记载以及包括伊本·卡锡尔在内的许多史学家的研究，在降示时间上，孟荡西尔是第二个被降示给使者穆罕默德的苏拉。